# Muppet Treasure Island
Muppet Treasure Island is een Amerikaanse film uit 1996 onder regie van Brian Henson. Het is de vijfde avondvullende film rond de Muppets. Het verhaal is gebaseerd op het boek Schateiland van Robert Louis Stevenson. De muziek is van Hans Zimmer. De liederen zijn geschreven door Barry Mann op een tekst van Cynthia Weil.
De hoofdrollen worden gespeeld door menselijke acteurs, en de Muppets spelen vooral bijrollen. De rol van Jim Hawkins wordt vertolkt door Kevin Bishop en Long John Silver wordt gespeeld door Tim Curry. Kapitein Smollet wordt gespeeld door Kermit de Kikker, Squire Trelawny is Fozzie Bear, de zeer strenge bootsman wordt door Sam the Eagle gespeeld. Gonzo the Great en Rizzo the Rat spelen de vrienden van Jim Hawkins, personages die niet in het boek voorkomen.
In de film werkt de jonge Jim Hawkins, zoon van een eerste stuurman, in een herberg. Op een dag bemachtigt hij hier een schatkaart van een zeeman genaamd Bily Bones. Hij overtuigt Squire Trelawneys zoon om een reis te organiseren naar het eiland waar de schat verborgen is. Met een bemanning onder leiding van kapitein Abraham Smollet en eerste stuurman Samuel Arrow vertrekt Jim naar het eiland.
Op het eiland blijkt de bemanning vrijwel geheel uit piraten te bestaan, geleid door de kok Long John Silver. Terwijl de piraten en de protagonisten beide als eerste de schat proberen te vinden, loopt Smollet op het eiland zijn oude verloofde tegen het lijf, die daar ooit is achtergelaten. Uiteindelijk worden de piraten verslagen.

## Ontvangst
De film kreeg wisselende recensies maar was een commercieel succes. Volgens Rotten Tomatoes gaf 66% van de critici een positieve waardering. De film bracht $34.327.391 op gedurende de tijd dat het in de bioscopen te zien was, en overtrof daarmee de opbrengsten van The Muppet Christmas Carol, The Muppets Take Manhattan en The Great Muppet Caper.
De maker van het blikvoedsel Spam, Hormel Food Corporation, heeft de makers van de film aangeklaagd wegens het gebruik van de naam Spa'am voor het opperhoofd van de zwijnenstam. Op 22 september 1995 verklaarde de rechter de klacht ongegrond omdat niet aangetoond werd dat er schade geleden zou worden. Volgens hem "zou je verwachten dat Hormel de associatie met een authentieke bron van varkensvlees op prijs zou stellen".
In 1997 werd Muppet Treasure Island genomineerd voor vier prijzen, maar won deze niet:
- Saturn Award voor beste optreden door een jonge acteur (Kevin Bishop)
- De Golden Satellite Award voor beste film – getekende of gemengde media
- Twee Young Artist Awards: voor beste familiefilm en voor jonge acteur (Kevin Bishop)

## Rolverdeling
| Acteur            | Personage                 | naam Muppet         |
| ----------------- | ------------------------- | ------------------- |
| Tim Curry         | Long John Silver          |                     |
| Kevin Bishop      | Jim Hawkins               |                     |
| Jennifer Saunders | Mrs. Bluveridge           |                     |
| Billy Connolly    | Billy Bones               |                     |
| Frank Oz          | Benjamina Gunn            | Miss Piggy          |
| Frank Oz          | Squire Trelawney          | Fozzie Bear         |
| Frank Oz          | Mr. Samuel Arrow          | Sam the Eagle       |
| Dave Goelz        | Gonzo the Great           | zichzelf            |
| Dave Goelz        | Dr. Livesey               | Dr. Bunsen Honeydew |
| Dave Goelz        | boegbeeld                 | Waldorf             |
| Steve Whitmire    | kapitein Abraham Smollett | Kermit de Kikker    |
| Steve Whitmire    | Rizzo the Rat             | zichzelf            |
| Steve Whitmire    | Beaker                    | zichzelf            |
| Jerry Nelson      | The Purple Guy            |                     |
| Jerry Nelson      | boegbeeld                 | Statler             |
| Jerry Nelson      | Lew Zealand               | zichzelf            |

## Soundtrack
1. "Treasure Island"
2. "Shiver My Timbers" (Jerry Nelson, Dave Goelz, Steve Whitmire, Brian Henson, Frank Oz, Kevin Clash, Bill Barretta en John Henson)
3. "Something Better" (Kevin Bishop, Goelz en Whitmire)
4. "Sailing for Adventure" (Curry, Bishop, Nelson, Goelz, Whitmire, Brian Henson, Oz, Clash, Barretta en John Henson)
5. "Cabin Fever" (Nelson, Goelz, Whitmire, Brian Henson, Oz, Clash, Barretta en John Henson)
6. "Professional Pirate" (Curry, Nelson, Goelz, Whitmire, Brian Henson, Oz, Clash, Barretta en John Henson)
7. "Boom Shakalaka" (Nelson, Goelz, Whitmire, Brian Henson, Oz, Clash, Barretta en John Henson)
8. "Love Led Us Here" (Oz, Whitmire)
9. "Map"
10. "Captain Smollett"
11. "Land Ho"
12. "Compass"
13. "Long John"
14. "Rescue"
15. "Honest Brave and True"
16. "Love Power" (Ziggy Marley, Melody Makers)
17. "Love Led Us Here" (John Berry, Helen Darling)